# 国家元首加冕礼及就职仪式中国政府代表列表
本列表收录各君主国加冕礼及各共和国总统等国家元首就职仪式上出席的中方党和国家领导人及其代表。

## 习近平时期（2012—至今）
| 国家             | 加冕及就职者                       | 日期           | 代表            | 身份                             | 时任职务                                                       | 着装           | 贺电                     |
| ---------------- | ---------------------------------- | -------------- | --------------- | -------------------------------- | -------------------------------------------------------------- | -------------- | ------------------------ |
| 美国             | 总统：特朗普                       | 2025年1月20日  | 韩正            | 主席特别代表                     | 国家副主席，原中共中央政治局常委、前国务院副总理               | 禮服大衣       | 习近平致贺电             |
| 委內瑞拉         | 总统：马杜罗                       | 2025年1月10日  | 王东明          | 主席特使                         | 全国人民代表大会常委会副委员长、全国总工会主席                 | 西装           | 习近平致贺电             |
|                  | 总统：马哈马                       | 2025年1月7日   | 郝明金          | 主席特使                         | 全国人民代表大会常委会副委员长、民建主席、中央社会主义学院院长 | 西装           | 习近平致贺电             |
| 墨西哥           | 总统：辛鲍姆                       | 2024年10月1日  | 铁凝            | 主席特使                         | 全国人民代表大会常委会副委员长、文学艺术界联合会主席、作协主席 | 彩色西装、礼裙 |                          |
|                  | 总统：阿比纳德尔                   | 2024年8月16日  | 金壮龙          | 主席特使                         | 工业和信息化部部长                                             | 西装           | 习近平致电               |
| 毛里塔尼亚       | 总统：加兹瓦尼                     | 2024年8月1日   | 王光谦院士      | 主席特使                         | 全国政协副主席、民盟常務副主席                                 | 西装           | 习近平致电               |
| 伊朗             | 总统：佩泽希齐扬                   | 2024年7月30日  | 彭清华          | 主席特使                         | 全国人民代表大会常委会副委员长                                 | 西装           | 习近平致贺电             |
| 南非             | 总统：拉马福萨                     | 2024年6月19日  | 肖捷            | 主席特使                         | 全国人民代表大会常委会副委员长                                 |                | 习近平致电               |
| 薩爾瓦多         | 总统：布克尔                       | 2024年6月1日   | 孙业礼          | 主席特使                         | 文化和旅游部部长                                               |                | 习近平致电               |
|                  | 总统：阿扎利                       | 2024年5月26日  | 何报翔          | 主席特使                         | 全国政协副主席、國民黨革委會常務副主席                         |                |                          |
| 利比里亚         | 总统：博阿凯                       | 2024年1月22日  | 巴特尔          | 主席特使                         | 全国政协副主席                                                 |                |                          |
| 刚果民主共和国   | 总统：齐塞克迪                     | 2024年1月20日  | 沈跃跃          | 主席特使                         | 全国政协副主席                                                 | 彩色西装       |                          |
| 马达加斯加       | 总统：拉乔利纳                     | 2023年12月16日 | 胡春华          | 主席特使                         | 全国政协副主席，原中共中央政治局委员、前国务院副总理           | 西装           | 习近平致电               |
| 阿根廷           | 总统：米莱                         | 2023年12月11日 | 武维华          | 主席特使                         | 全国人民代表大会常委会副委员长、九三学社主席                   | 西装           | 习近平致贺电             |
| 馬爾地夫         | 总统：穆伊兹                       | 2023年11月17日 | 谌贻琴          | 主席特使                         | 国务委员、全国妇联主席                                         | 彩色西装       | 习近平致电               |
| 辛巴威           | 总统：姆南加古瓦                   | 2023年9月4日   | 周强            | 主席特使                         | 全国政协副主席、前最高人民法院院长                             |                | 习近平致电               |
| 密克羅尼西亞聯邦 | 总统：西米纳                       | 2023年7月26日  | 唐仁健          | 主席特使                         | 农业农村部长                                                   |                | 习近平致贺电             |
| 土耳其           | 总统：埃尔多安                     | 2023年6月3日   | 丁仲礼院士      | 主席特使                         | 全国人民代表大会常委会副委员长、民盟主席、欧美同学会会长       | 西装           | 习近平致电               |
| 奈及利亞         | 总统：提努布                       | 2023年5月29日  | 彭清华          | 主席特使                         | 全国人民代表大会常委会副委员长                                 | 西装           | 习近平致贺电             |
| 英国及英联邦王国 | 国王与王后：查尔斯三世与卡米拉王后 | 2023年5月6日   | 韩正            | 主席特别代表                     | 国家副主席，原中共中央政治局常委、前国务院副总理               | 西装           | 习近平致电               |
| 巴西             | 总统：卢拉                         | 2022年12月     | 王岐山          | 主席特别代表                     | 国家副主席、中国红十字会名誉会长，原中共中央政治局常委         | 西装           | 习近平致贺电             |
| 菲律賓           | 总统：小马科斯                     | 2022年6月30日  | 王岐山          | 主席特别代表                     | 国家副主席、中国红十字会名誉会长，原中共中央政治局常委         | 西装           | 习近平致贺电             |
|                  | 总统：尹锡悦                       | 2022年5月10日  | 王岐山          | 主席特别代表                     | 国家副主席、中国红十字会名誉会长，原中共中央政治局常委         | 西装           | 习近平致贺电             |
| 尼加拉瓜         | 总统：奥尔特加                     | 2022年1月10日  | 曹建明          | 主席特使                         | 全国人民代表大会常委会副委员长                                 | 西装           |                          |
| 乌拉圭           | 总统：拉卡列                       | 2020年3月1日   | 李干杰          | 主席特使                         | 生态环境部长                                                   | 西装           |                          |
| 莫桑比克         | 总统：纽西                         | 2020年1月15日  | 蔡达峰教授      | 主席特使                         | 全国人民代表大会常委会副委员长、民进主席、华侨大学董事长       |                |                          |
| 阿根廷           | 总统：费尔南德斯                   | 2019年12月10日 | 艾力更·依明巴海 | 主席特使                         | 全国人民代表大会常委会副委员长                                 | 西装           |                          |
| 日本             | 天皇：德仁                         | 2019年10月22日 | 王岐山          | 主席特使                         | 国家副主席、中国红十字会名誉会长，原中共中央政治局常委         | 中式礼服       | 习近平致电               |
| 印度尼西亞       | 总统：佐科                         | 2019年10月20日 | 王岐山          | 主席特使                         | 国家副主席、中国红十字会名誉会长，原中共中央政治局常委         | 西装           |                          |
| 毛里塔尼亚       | 总统：加兹瓦尼                     | 2019年8月1日   | 王东明          | 主席特使                         | 全国人民代表大会常委会副委员长、全国总工会主席                 |                |                          |
| 南非             | 总统：拉马福萨                     | 2019年5月25日  | 郝明金          | 主席特使                         | 全国人民代表大会常委会副委员长、民建主席、中央社会主义学院院长 | 西装           |                          |
| 马达加斯加       | 总统：拉乔利纳                     | 2019年1月19日  | 何维教授        | 主席特使                         | 全国政协副主席、农工民主党常务副主席                           | 西装           |                          |
| 墨西哥           | 总统：洛佩斯                       | 2018年12月1日  | 沈跃跃          | 主席特使                         | 全国人民代表大会常委会副委员长、全国妇联主席                   |                |                          |
| 馬爾地夫         | 总统：萨利赫                       | 2018年11月17日 | 雒树刚          | 主席特使                         | 文化和旅游部长、中宣部副部长                                   |                |                          |
|                  | 总统：凯塔                         | 2018年9月22日  | 郑建邦          | 主席特使                         | 全国政协副主席、国民党革委会常务副主席                         |                | 习近平致贺电             |
| 辛巴威           | 总统：姆南加古瓦                   | 2018年8月26日  | 苏辉            | 主席特使                         | 全国政协副主席、台盟主席（前台盟主席之女）                     |                |                          |
| 哥伦比亚         | 总统：杜克                         | 2018年8月7日   | 李小鹏          | 主席特使                         | 交通运输部长（前总理之子）                                     | 西装           |                          |
| 土耳其           | 总统：埃尔多安                     | 2018年7月9日   | 雒树刚          | 主席特使                         | 文化和旅游部长、中宣部副部长                                   | 西装           | 习近平致贺电             |
|                  | 总统：比奥                         | 2018年5月12日  | 王志刚          | 主席特使                         | 科学技术部长                                                   | 西装           |                          |
| 智利             | 总统：皮涅拉                       | 2018年3月11日  | 马培华          | 主席特使                         | 全国政协副主席                                                 | 西装           |                          |
| 利比里亚         | 总统：维阿                         | 2018年1月22日  | 李斌            | 主席特使                         | 卫生和计划生育委员会主任                                       |                |                          |
| 卢旺达           | 总统：卡加梅                       | 2017年8月18日  | 刘晓峰          | 主席特使                         | 全国政协副主席、农工民主党副主席                               | 西装           |                          |
| 伊朗             | 总统：鲁哈尼                       | 2017年8月5日   | 何立峰          | 主席特使                         | 发展和改革委员会主任                                           |                | 习近平致贺电             |
| 东帝汶           | 总统：卢奥洛                       | 2017年5月20日  | 张平            | 主席特使                         | 全国人民代表大会常委会副委员长                                 | 西装           |                          |
| 尚比亞           | 总统：伦古                         | 2016年9月13日  | 马飚            | 主席特使                         | 全国政协副主席                                                 | 西装           |                          |
| 秘魯             | 总统：库琴斯基                     | 2016年7月28日  | 陈吉宁教授      | 主席特使                         | 环境保护部长                                                   | 西装           |                          |
| 赤道几内亚       | 总统：奥比昂                       | 2016年5月21日  | 苗圩            | 主席特使                         | 工业和信息化部长                                               | 西装           | 习近平致电               |
| 乌干达           | 总统：穆塞韦尼                     | 2016年5月13日  | 严隽琪教授      | 主席特使                         | 全国人民代表大会常委会副委员长、民进主席、中央社会主义学院院长 | 衬衫+西裤      |                          |
|                  | 总统：盖莱                         | 2016年5月8日   | 严隽琪教授      | 主席特使                         | 全国人民代表大会常委会副委员长、民进主席、中央社会主义学院院长 | 衬衫+西裤      |                          |
| 刚果共和国       | 总统：萨苏                         | 2016年4月16日  | 陈政高          | 主席特使                         | 住房和城乡建设部长                                             | 西装           |                          |
| 中非             | 总统：图瓦德拉                     | 2016年3月30日  | 张建龙          | 主席特使                         | 国家林业局长                                                   | 西装           |                          |
| 阿根廷           | 总统：马克里                       | 2015年12月10日 | 吉炳轩          | 主席特使                         | 全国人民代表大会常委会副委员长                                 |                |                          |
| 白俄羅斯         | 总统：卢卡申科                     | 2015年11月6日  | 锺山            | 主席特使                         | 商务部国际贸易谈判代表、副部长                                 |                | 习近平致电               |
| 坦桑尼亚         | 总统：马古富利                     | 2015年11月5日  | 张平            | 主席特使                         | 全国人民代表大会常委会副委员长                                 |                |                          |
| 密克羅尼西亞聯邦 | 总统：克里斯琴                     | 2015年7月10日  | 王宏            | 主席特使                         | 国家海洋局长、中国海警局政治委员                               |                |                          |
|                  | 国王：图普六世                     | 2015年7月4日   | 李金早          | 主席特使                         | 国家旅游局局长                                                 | 西装           |                          |
| 奈及利亞         | 总统：布哈里                       | 2015年5月29日  | 韩长赋          | 主席特使                         | 农业部长                                                       | 西装           |                          |
| 纳米比亚         | 总统：根哥布                       | 2015年3月21日  | 杨传堂          | 主席特使                         | 交通运输部长                                                   | 西装           |                          |
| 玻利维亚         | 总统：莫拉莱斯                     | 2015年1月22日  | 姜大明          | 主席特使                         | 国土资源部长                                                   |                |                          |
| 印度尼西亞       | 总统：佐科                         | 2014年10月20日 | 严隽琪教授      | 主席特使                         | 全国人民代表大会常委会副委员长、民进主席、中央社会主义学院院长 |                |                          |
| 阿富汗           | 总统：加尼 首席执行官：阿卜杜拉    | 2014年9月29日  | 尹蔚民          | 主席特使                         | 人力资源和社会保障部长、前国家公务员局长                       | 西装           |                          |
| 哥伦比亚         | 总统：桑托斯                       | 2014年8月      | 袁贵仁          | 主席特使                         | 教育部长                                                       |                | 习近平致电               |
| 毛里塔尼亚       | 总统：阿齐兹                       | 2014年8月2日   | 李斌            | 主席特使                         | 卫生和计划生育委员会主任                                       | 彩色西装       | 习近平致电               |
| 乌克兰           | 总统：波罗申科                     | 2014年6月7日   | 蔡武            | 主席特使                         | 文化部长、中宣部副部长                                         |                | 习近平致电               |
|                  | 总统：索利斯                       | 2014年5月      | 韩长赋          | 主席特使                         | 农业部长                                                       | 西装           |                          |
|                  | 总统：凯塔                         | 2013年9月19日  | 王正伟          | 主席特使                         | 全国政协副主席、国家民族事务委员会主任、前宁夏政府主席         | 西装           |                          |
| 辛巴威           | 总统：穆加贝                       | 2013年8月22日  | 李立国          | 主席特使                         | 民政部长                                                       | 西装           |                          |
| 伊朗             | 总统：鲁哈尼                       | 2013年8月4日   | 蔡武            | 主席特使                         | 文化部长、中宣部副部长                                         | 西装           |                          |
| 蒙古国           | 总统：查黑亚·额勒贝格道尔吉        | 2013年7月10日  | 向巴平措        | 主席特使                         | 全国人民代表大会常委会副委员长                                 |                |                          |
| 委內瑞拉         | 总统：马杜罗                       | 2013年4月19日  | 艾力更·依明巴海 | 主席特使                         | 全国人民代表大会常委会副委员长、新疆人民代表大会常委会主任     | 西装           | 习近平致电               |
|                  | 总统：小肯雅塔                     | 2013年4月      | 张宝文          | 主席特使                         | 全国人民代表大会常委会副委员长、民盟主席、前全国政协副秘书长   | 西装           |                          |
|                  | 总统：朴槿惠                       | 2013年2月25日  | 刘延东          | 胡锦涛主席、习近平总书记特别代表 | 中共中央政治局委员、国务委员                                   | 彩色西装       | 胡锦涛致口信、习近平致信 |

## 附录：出席君主葬礼或吊唁活动的国家领导人和特使、代表

### 习近平时期
| 国家             | 君主                                         | 日期                                         | 代表            | 身份         | 时任职务                                               | 着装                     |
| ---------------- | -------------------------------------------- | -------------------------------------------- | --------------- | ------------ | ------------------------------------------------------ | ------------------------ |
| 英国及英联邦王国 | 女王：伊丽莎白二世，2022年9月8日（96歲）     | 2022年9月19日                                | 王岐山          | 主席特别代表 | 国家副主席、中国红十字会名誉会长，原中共中央政治局常委 | 中式礼服、印有国旗的口罩 |
| 科威特           | 埃米尔：纳瓦夫，2023年12月16日（86歲）       | 2023年12月18日                               | 雪克来提·扎克尔 | 主席特使     | 全国人民代表大会常委会副委员长、前新疆政府主席         |                          |
| 阿曼             | 苏丹：卡布斯，2020年1月10日（79歲）          | 2020年1月14日                                | 王志刚          | 主席特使     | 科学技术部长                                           |                          |
| 泰國             | 国王：拉玛九世普密蓬，2017年10月13日（89歲） | 2017年10月25日至29日（中方代表只参加到27日） | 张高丽          | 主席特使     | 第一副总理、卸任中共中央政治局常委                     | 中式礼服、西装           |
| 沙烏地阿拉伯     | 国王：阿卜杜拉，2015年1月23日（90歲）        | 2015年1月24日                                | 杨洁篪          | 主席特别代表 | 国务委员、中共中央外事办主任                           |                          |

### 胡锦涛时期
| 国家                                           | 君主                                       | 日期                | 代表         | 身份     | 时任职务     | 着装 |
| ---------------------------------------------- | ------------------------------------------ | ------------------- | ------------ | -------- | ------------ | ---- |
|                                                | 国王：乔治·图普五世，2012年3月18日（63歲） | 2012年3月25日至28日 | 姜力         | 主席特使 | 民政部副部长 |      |
| 国王：陶法阿豪·图普四世，2006年9月10日（88歲） | 2006年9月18日至20日                        | 廖晓淇              | 商务部副部长 | 主席特使 |              |      |
| 科威特                                         | 埃米尔：贾比尔三世，2006年1月15日（77歲）  | 2006年1月17日       | 李肇星       | 政府特使 | 外交部长     | 西装 |
|                                                |                                            |                     |              |          |              |      |

### 江泽民时期
| 国家 | 君主 | 日期 | 代表 | 身份 | 时任职务 | 着装 |
| ---- | ---- | ---- | ---- | ---- | -------- | ---- |

### 邓小平时期
| 国家 | 君主 | 日期 | 代表 | 身份 | 时任职务 | 着装 |
| ---- | ---- | ---- | ---- | ---- | -------- | ---- |

### 毛泽东时期
| 国家 | 君主 | 日期 | 代表 | 身份 | 时任职务 | 着装 |
| ---- | ---- | ---- | ---- | ---- | -------- | ---- |